# Heidi Aschl
Heidi Aschl (* 25. Juni 1953 in München) ist eine deutsche Bauingenieurin.

## Werdegang
Nach dem Abitur 1972 studierte sie Bauingenieurwesen an der TU München und schloss 1981 als Diplom-Ingenieurin (Univ.) ab. Von 1982 bis 1992 arbeitete sie in leitender Funktion in der deutschen Niederlassung eines britischen Baukonzerns und trat 1993 in das Ingenieurbüros ihres Vaters ein.
1990 wurde sie Mitglied der Bayerischen Ingenieurekammer-Bau, rückte 1995 in den Vorstand auf und war von 2003 bis 2007 deren Präsidentin. Seit 1995 ist sie Mitglied des Präsidiums des Bunds Deutscher Baumeister, Architekten und Ingenieure (BDB). Daneben ist sie Mitglied des Kuratoriums des Architekturmuseums der TU München.

## Ehrungen
- 2011: Verdienstkreuz am Bande der Bundesrepublik Deutschland
„für ihren ehrenamtlichen Einsatz in berufsständischen Einrichtungen“